# Famille Ottoboni
 (août 2024).
La famille Ottoboni est une famille patricienne de Venise.
Elle donna trois chanceliers, Gianfrancesco, Leonardo et Marco et quelques capitaines des armées comme Stefano, Antonio et Ettore dont les monuments se trouvent à l'Église Sant'Antonin. Elle fut agrégée en 1646 pendant la guerre de Candie.

## Historique
Ses origines ne sont pas certaines. Certains auteurs la disent originaire de Negroponte, en mer Égée, mais d'autres considèrent qu'elle pourrait être originaire de Florence, en Toscane.

## Personnalités
- Pietro Ottoboni (1610-1691), créé cardinal et devint pape Alexandre VIII.
- Pietro Ottoboni (1667-1740), cardinal, neveu du Pape Alexandre VIII.

## Armes

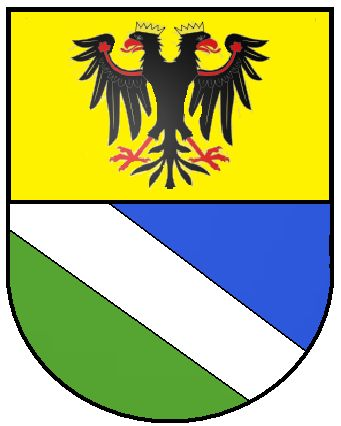
Les armes des Ottoboni

Les armes de la famille se blasonnent ainsi un écu tranché de synople et d'azur avec une bande d'argent sous un chef d'Empire.